# Arthur Balbaert
Arthur Balbaert (ur. 27 maja 1879 w Roubaix, zm. 14 października 1938 w Hoevenen) – belgijski strzelec, olimpijczyk.

## Kariera sportowa
Dwukrotny uczestnik igrzysk olimpijskich (IO 1920, IO 1924). Podczas igrzysk w Antwerpii wystąpił w przynajmniej 4 konkurencjach drużynowych, zajmując m.in. 5. miejsce w pistolecie dowolnym z 50 m. W Paryżu  osiągnął m.in. 11. pozycję w karabinie dowolnym drużynowo i 14. lokatę w karabinie dowolnym leżąc z 600 m.

## Wyniki

### Igrzyska olimpijskie
| Igrzyska       | Konkurencja                                     | Wynik                            | Miejsce | Źródło |
| -------------- | ----------------------------------------------- | -------------------------------- | ------- | ------ |
| Antwerpia 1920 | Karabin dowolny, trzy postawy, 300 m, drużynowo | 3936 pkt. (druż.)                | 12      | [ 4 ]  |
| Antwerpia 1920 | Karabin wojskowy leżąc, 600 m, drużynowo        | 264 pkt. (druż.)                 | 10      | [ 5 ]  |
| Antwerpia 1920 | Karabin wojskowy leżąc, 300 i 600 m, drużynowo  | 469 pkt. (druż.)                 | 14      | [ 6 ]  |
| Antwerpia 1920 | Pistolet dowolny, 50 m, drużynowo               | 2229 pkt. (druż.)                | 5       | [ 1 ]  |
| Paryż 1924     | Karabin dowolny leżąc, 600 m                    | 84 pkt.                          | 14      | [ 2 ]  |
| Paryż 1924     | Karabin dowolny, drużynowo                      | 106 pkt. (ind.) 550 pkt. (druż.) | 11      | [ 3 ]  |
| Paryż 1924     | Karabin małokalibrowy leżąc, 50 m               | 385 pkt.                         | 26      | [ 7 ]  |